# 博萊希夫齊
49°19′50″N 23°35′58″E / 49.33056°N 23.59944°E
博萊希夫齊（羅馬化：Bolekhivtsi）是烏克蘭的村落，位於該國西部利沃夫州，由德羅霍貝奇區負責管轄，面積2.8平方公里，2001年人口1,602，人口密度每平方公里572.1人。